# Thomas Neill
Thomas Neill, född 9 juni 2002 i Hongkong, är en australisk simmare.

## Karriär
Thomas Neill tog brons på 4x200 meter frisim vid VM 2023. Vid OS 2020 och OS 2024 ingick han i det australiska laget som tog brons på 4 x 200 meter frisim.